# Ahn Jae-hyung

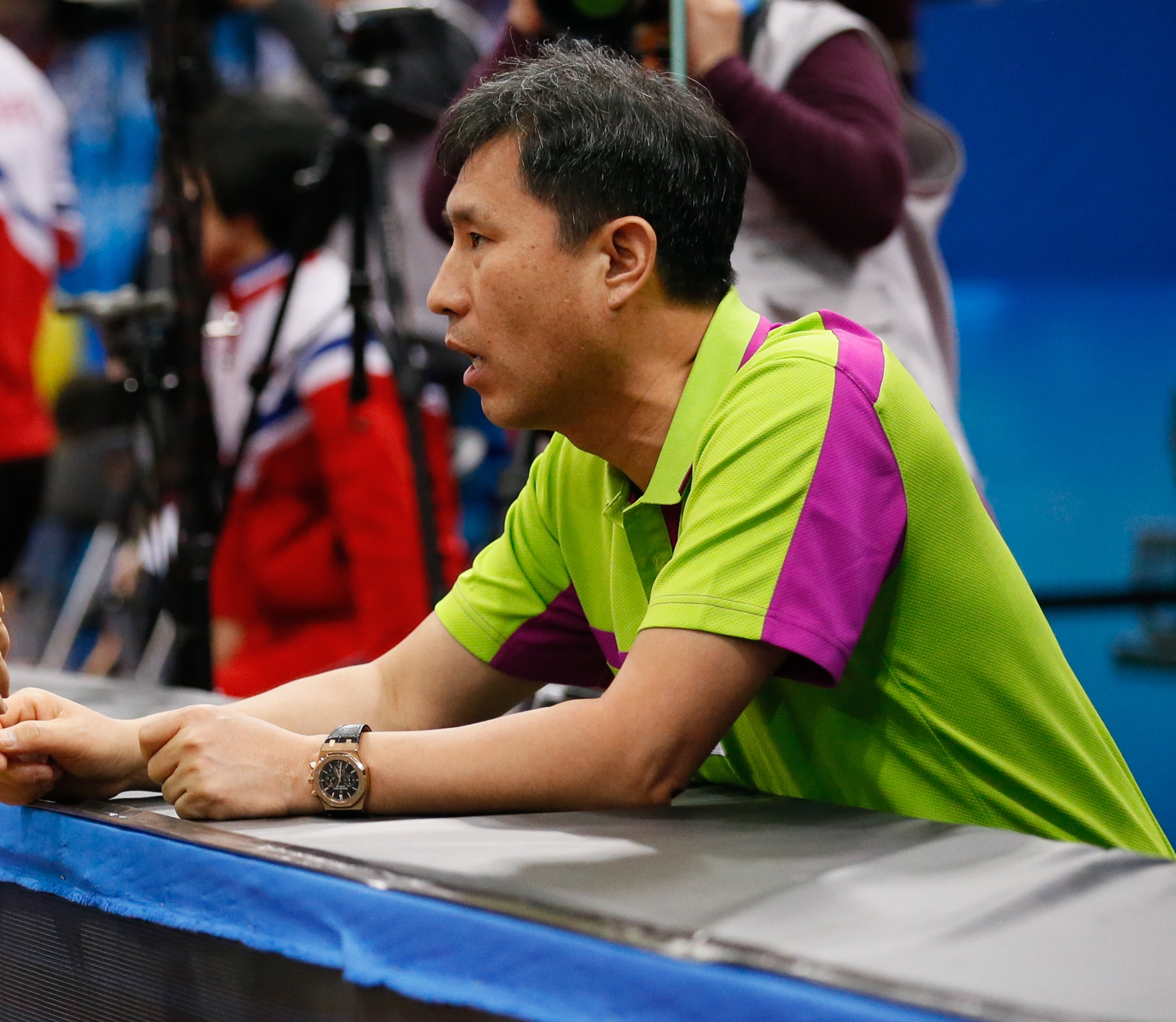
Ahn Jae-hyung

Ahn Jae-hyung (* 8. Januar 1965) ist ein südkoreanischer Tischtennisspieler. Er gewann bei den Olympischen Spielen 1988 Bronze.

## Erfolge
Von 1983 bis 1989 nahm Ahn Jae-hyung an allen vier Weltmeisterschaften teil. 1987 erreichte er im Doppel mit Yoo Nam-kyu und im Mixed mit Yang Young-ja das Halbfinale. Ein Jahr hatte er die asiatischen Spiele (Asian Games) mit der Mannschaft gewonnen.
Bei den Olympischen Sommerspielen 1988 trat er nur im Doppel an. Hier erkämpfte er mit seinem Doppelpartner Yoo Nam-kyu die Bronzemedaille.

## Privat
1989 heiratete Ahn Jae-hyung die Tischtennisspielerin Jiao Zhimin, die ebenfalls an der Olympiade 1988 teilnahm und dabei zwei Medaillen gewann. Der gemeinsame Sohn An Byeong-hu (* 17. September 1991) widmete sich dem Golfspiel. Er gewann 2009 als bis dahin jüngster Spieler die amerikanische Golfmeisterschaft der Amateure.

## Turnierergebnisse
| Verband | Turnier                 | Jahr | Ort       | Land | Einzel       | Doppel     | Mixed         | Team |
| ------- | ----------------------- | ---- | --------- | ---- | ------------ | ---------- | ------------- | ---- |
| KOR     | Asienmeisterschaft ATTU | 1988 | Niigata   | JPN  |              | Halbfinale | Viertelfinale |      |
| KOR     | Asienmeisterschaft ATTU | 1986 | Shenzhen  | CHN  |              |            | Viertelfinale |      |
| KOR     | Asian Cup               | 1989 | Peking    | CHN  | 11           |            |               |      |
| KOR     | Asian Cup               | 1987 | Seoul     | KOR  | 5            |            |               |      |
| KOR     | Asian Cup               | 1984 | New Delhi | IND  | 5            |            |               |      |
| KOR     | Asienspiele             | 1986 | Seoul     | KOR  |              | Halbfinale |               | 1    |
| KOR     | Olympische Spiele       | 1988 | Seoul     | KOR  | keine Teiln. | Bronze     |               |      |
| KOR     | Weltmeisterschaft       | 1989 | Dortmund  | FRG  | letzte 32    | letzte 16  | letzte 32     | 5    |
| KOR     | Weltmeisterschaft       | 1987 | New Delhi | IND  | letzte 32    | Halbfinale | Halbfinale    | 9    |
| KOR     | Weltmeisterschaft       | 1985 | Göteborg  | SWE  | letzte 64    | letzte 16  | letzte 64     | 9    |
| KOR     | Weltmeisterschaft       | 1983 | Tokio     | JPN  | letzte 64    | letzte 64  | letzte 64     | 7    |